# ماتيو دي جينارو
ماتيو دي جينارو (بالإيطالية: Matteo Di Gennaro)‏ (2 يونيو 1994 في إيطاليا - ) هو لاعب كرة قدم إيطالي في مركز الدفاع. لعب مع نادي أسكولي ونادي بارما وAC Renate ‏.

## روابط خارجية
- ماتيو دي جينارو على موقع قاعدة بيانات كرة القدم.إي يو (الإنجليزية)
- ماتيو دي جينارو على موقع Soccerway.com (الإنجليزية)
- ماتيو دي جينارو على موقع عالم كرة القدم.نت (الإنجليزية)